# Robert Barberis
 (octobre 2010).
Si vous disposez d'ouvrages ou d'articles de référence ou si vous connaissez des sites web de qualité traitant du thème abordé ici, merci de compléter l'article en donnant les références utiles à sa vérifiabilité et en les liant à la section « Notes et références ».
Pour les articles homonymes, voir Barberis.
Robert Barberis (né le 24 septembre 1938 à Montréal) est un professeur de littérature française et de littérature québécoise et un écrivain indépendantiste québécois.

## Biographie
Il est né à Montréal le 24 septembre 1938 près du parc Lafontaine. Après sa 12e année au Plateau, il a fait son cours classique avec latin mais sans grec en quatre ans et obtenu son baccalauréat en 1960. Il a ensuite entrepris des études en théologie au Grand séminaire de Montréal, a obtenu une Licence en théologie en 1964, puis une Maîtrise en lettres de  l’Université de Montréal en 1972  et, enfin, en 1987, à l’Université Laval de Québec, un doctorat en lettres.
D’origine italienne, il est devenu indépendantiste à la suite des cours d’histoire de Maurice Séguin, de la rencontre de Gaston Miron et de son exégète le plus compétent, Jacques Brault, de la lecture d’Option Québec de René Lévesque, de son expérience comme professeur au Loyola College (devenu l'Université Concordia) et de l’influence de l’engagement politique des membres de la famille de son épouse (famille Viger) dont un des membres, Michel, a caché quatre felquistes pendant la crise d'octobre en 1970 et fut condamné à huit ans de prison.
Il a travaillé activement à l’implantation du Mouvement Souveraineté-Association sur la Rive-Sud. Il a été membre du comité national du programme du Parti québécois et  secrétaire à la rédaction des Éditions du Parti québécois qui ont publié, entre autres, l’autobiographie politique de Camille Laurin, le père de la Charte de la langue française. Le Devoir et La Presse ont publié une trentaine de ses libres opinions.
Robert Barberis est marié à Marcelle Viger du Vieux-Longueuil et père de quatre enfants, deux garçons et deux filles.
Après deux ans au Loyola College, il a enseigné la littérature française et québécoise pendant 36 ans au Cégep de Sorel-Tracy. Il a pris sa retraite comme enseignant en juin 2005.
Il a été collaborateur à diverses revues (Maintenant, l'Action nationale) et au journal Le Jour. Il a publié cinq livres. Publié en version électronique sous le nom de plume de Robert Barberis-Gervais, son sixième livre, "La gibelotte et autres essais", est un essai hybride qui traite de deux poursuites en diffamation à l'endroit du syndicat des enseignants de son collège et de lui-même: aller sur google pour trouver différentes versions datées. 
En 2020, il s'indigne publiquement contre les dénonciations anonymes d'agressions sexuelles de centaines de victimes du Québec, lors de la 2e vague #MeToo qui balaye les réseaux sociaux.

## Livres publiés
- De la clique des Simard à Paul Desrochers... en passant par le joual, Montréal, Ed. Québécoises, 1973, 159 p.
- Ils sont fous ces libéraux, Montréal, Robert Antoine, 1974, 157 p.
- La fin du mépris, Écrits politiques et littéraires (1966-1976), Montréal, Parti pris, 1978, 262 p. Préface de Pierre Drouilly.
- Les Illusions du pouvoir  (les erreurs stratégiques du gouvernement Lévesque), Montréal, Sélect, 1981, 238 p. Coauteur : Pierre Drouilly (essais politiques)
- La rencontre, Montréal, Ed. du Fleuve, 1988, 91 p. (roman)